# Ендрю Барто
Ендрю Г. Барто (народився близько 1948 р.) — почесний професор інформатики Массачусетського університету в Емгерсті. Він приєднався до кафедри комп'ютерних наук в 1977 році і обіймав посаду її завідувача з 2007 по 2011 рік. Основним напрямком його досліджень є навчання з підкріпленням.

## Освіта та кар'єра
Барто отримав ступінь бакалавра з математики в Університеті Мічигану в 1970 році, а через п'ять років отримав ступінь доктора філософії з інформатики. У 1977 році Барто приєднався до Коледжу Інформаційних та Комп’ютерних Наук Массачусетського університету в Емгерсті в якості наукового співробітника після захисту докторської дисертації, в 1982 він році отримав звання доцента, а в 1991 році – професора. Він був завідувачем кафедри з 2007 по 2011 рік і є співдиректором Лабораторії Автономного Навчання та викладачем Програми Нейронауки та Поведінки в Массачусетському університеті в Емгерсті.
Починаючи з 2012 року Барто вийшов на пенсію, але все ще займає позицію співдиректора Лабораторії. Зараз він також працює молодшим редактором у Neural Computation, входить до складу Консультативної ради Journal of Machine Learning Research та є членом редакційної ради Adaptive Behavior.

## Нагороди та відзнаки
Барто є членом Американської Асоціації з Розвитку Науки, пожиттєвим учасником IEEE, а також членом Американської Асоціації Штучного Інтелекту та Товариства Нейронаук. За свій внесок у розвиток і дослідження навчання з підкріпленням науковець отримав премію IJCAI-17 та у 2004 році премію від IEEE (англ. IEEE Neural Network Society Pioneer Award). У 2019 Барто був нагороджений в Массачусетському університеті в Емгерсті за діяльність у галузі неврології.

## Публікації
Науковець опублікував понад сто статей та розділів у журналах, книгах, а також у матеріалах конференцій і семінарів. Барто разом з Річардом Саттоном є співавтором книги «Навчання з підкріпленням: Вступ» (англ. «Reinforcement Learning: An Introduction», 1998), він також є співредактором «Довідника з навчання та наближеного динамічного програмування» (англ. «Handbook of Learning and Approximate Dynamic Programming», 2004) з Дженні Сі, Уорреном Пауеллом і Доном Вунчем Другим.